# Rikishi
Solofa Fatu Jr. (n. 11 octombrie 1965) este un wrestler profesionist american, mai cunoscut sub numele de scenă Rikishi. Fatu este renumit pentru munca sa în World Wrestling Federation, mai târziu cunoscut sub numele de World Wrestling Entertainment.
În ediția de Raw din 9 februarie 2015, s-a anunțat că va fi inclus în Hall of Fame din WWE.
Fatu este membru al familiei Anoa ' i, originar din Samoa , și este dedicata aproape în întregime in wrestling. Solofa este fratele regretatului Eddie Fatu si a lui Sam Fatu. El este, de asemenea, tatăl gemenilor The Usos.

## În lupte
- Manevre de final
  - Rump Shaker[1] / Banzai Drop[1][2] - Adoptat de Yokozuna
  - Rikishi Driver[1][2]
  - Samoan Spike - 2012; în semn de omagiu pentru Umaga
  - Superkick
  - Samoan splash[2] - 1992-1999
  - Camel clutch- 1997-1999

## Campionate și premii
- Power Pro Wrestling (Memphis)

- PPW mondial la categoria Grea (1 data)

- Revoluția Wrestling - Războiul Titanilor

- Campionatul internațional Absolut (1 data)

- Universal Wrestling Association

- UWA Campionat pe echipe de trio (1 data) - cu Kokina Maximus & The Samoan Savage

- World Class Wrestling Association

- WCWA Tag Team Championship (de 3 ori) - cu Samu
- WCWA Texas Tag Team Championship (1 data) – cu Samu

- World Wrestling Ciybcuk

- WWC Caraibe Tag Team Championship (1 data) - cu Samu

- World Wrestling Entertainment

- WWF Intercontinental Championship (1 data)
- WWE Tag Team Championship (1 data) - cu Scotty 2 Hotty
- WWF World Tag Team Championship (de 2 ori) - cu Samu (1) și Rico (1)
- WWE Hall of Fame (promoția 2015)

- Total Nonstop Action Wrestling

- NWA World Heavyweight Championship (1 data)
- TNA World Heavyweight Championship(1 data)